# Morin Heights (Canada)
Morin Heights is een gemeente in de provincie Québec in Canada. Het is gelegen het district The Laurentian. In tegenstelling tot wat in Québec meestal het geval is, spreekt het merendeel van de bevolking als moedertaal Engels. De gemeente is genoemd naar Augustin-Norbert Morin.
Morin Heights is voornamelijk bekend vanwege de voormalige studio Le Studio, waar tal van internationale artiesten hun muziekalbums opnamen, waarvan The Tragically Hip, Rush, The Rolling Stones, David Bowie, Bee Gees, Cat Stevens, April Wine, Rainbow, Barenaked Ladies en Lawrence Gowan de bekendste zijn. Het derde album van Pilot is naar de plaats en studio vernoemd.
In 1994 haalde Morin Heights de wereldpers toen leden van de Orde van de Zonnetempel er massaal zelfmoord pleegden, na zelf hun eigen terrein in brand te hebben gestoken.

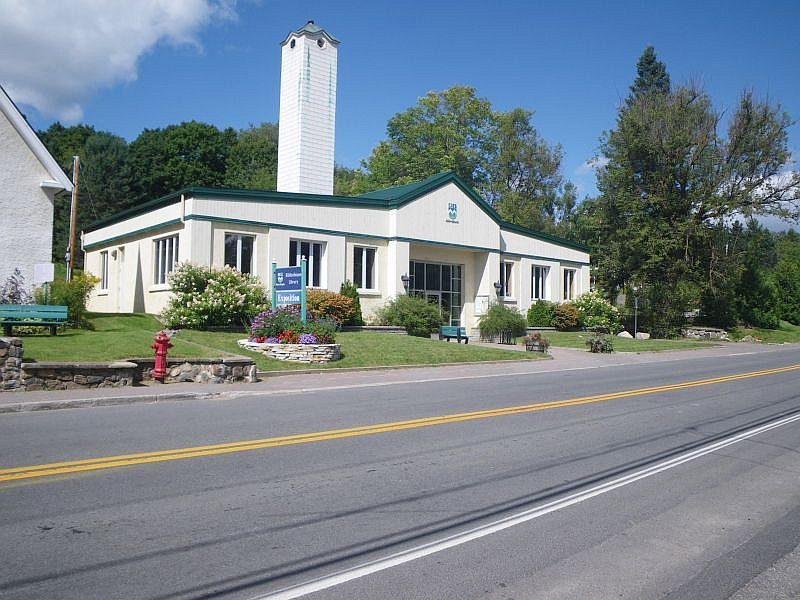
Gemeentehuis
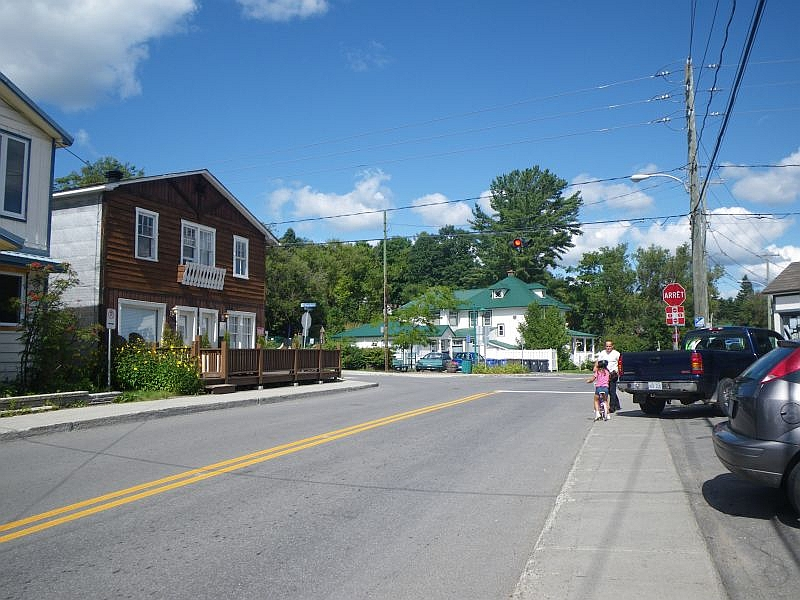
Morin Heights